# Lonche
En el Perú, el lonche es una de las cuatro comidas diarias principales, parecido a la merienda española o la hora del té británica. Va siempre después del almuerzo del mediodía y antes de la cena de la noche. Se suele tomar entre las 5:00 y las 7:30 p. m.

## Origen
El término «lonche» ―así como «lonchera» y «lonche-comida»― proviene del anglicismo lunch, que significa ‘almuerzo’.
A finales del virreinato del Perú (principios del siglo XIX) el término inglés lunch fue desplazando al de «onces», debido a que dicha comida no se efectuaba a esas horas (las 11:00 a. m.), y más bien la cena fue la comida que se fue atrasando cada vez más hasta quedar casi cerca de la medianoche. Hacia mediados del siglo XIX, la victoria de lunch sobre la antigua forma castiza fue definitiva cuando se adaptó a la fonética de la lengua y se comenzó a decir «lonche».

La señora de Krompton, que conoce muy bien la organización humana, había hecho llevar desde su casa abundantes y sabrosas viandas que hicieran juego con la pachamanca; y cuando llegó el momento de reunir a todos los paseantes en un solo sitio, ordenó que se alistase «la once», o sea el campestre «lunch», y que se hiciera la señal que, en casos semejantes, se acostumbra.
Modesto Molina (1844-1925), fragmento del artículo «Una pachamanca» (de 1873)

También, en el Correo del Perú se encuentra un testimonio valioso de cómo estaba entrando el neologismo ya adaptado fonéticamente. Un artículo titulado «El diputado recién venido», que satiriza la proveniencia andina del político y además el habla también andina de su mayordomo:

Desgraciadamente el resultado de nuestra primera visita fue un «el señor ha salíu», que nos dio por toda contestación el mayordomo que consigo ha traído el recién venido Guaco. 
 Segunda visita: 
 ―Viniendo el siñor ha salíu lueguito. 
 Tercera visita: 
 ―Se lo han llevau a tomar lanchanos ―contestó el mismo mayordomo. 
 ―¿A tomar qué? ―preguntamos. 
 ―Lancha, siñor, puis, a tomar diciendo. 
 ―Dirás lunch, que no «lancha», hermano. 
 ―«Lonche» será pues, siñor.

La acción de tomar esta comida puede ser «lonchar», «lonchear» o simplemente «tomar lonche». Para preguntar se dice: «¿Ya tomaste tu lonche?» o «¿ya lonchaste?».

## Descripción
En el Perú, el lonche es como el desayuno de la tarde (así como la cena es el almuerzo de la noche). Se suele ingerir lo mismo, aunque en el lonche es tradicional que toda la familia se reúna y coma junta. En la costa, las reuniones familiares suelen ir acompañadas de un almuerzo general que se da entre la 1 y las 3 de la tarde y el lonche entre las 5:00 y las 7:30 de la tarde.
En los restaurantes y comedores de los centros comerciales, incluyendo los de autoservicio, existe una «hora del lonche» en que se sirve comida diferente a la que se muestra el resto del día.[cita requerida]
En el lonche se suele consumir
- una taza con
  - café,
  - té,
  - manzanilla o
  - leche (usualmente con cocoa o chocolate en polvo),

acompañado de
- pan (cualquier tipo de pan) con
  - jamón,
  - jamonada,
  - mantequilla,
  - atún en conserva,
  - manjar blanco,
  - mermelada,
  - paté,
  - tortilla,
  - huevo frito, etc.

En los restaurantes se acompaña con
- torta,
- gelatina,
- empanadas,
- rosquillas,
- kekes,
- toda clase de sándwiches,
- donuts,
- panes dulces (como la caramanduca),
- arroz con leche y
- otros dulces limeños.

Entre las personas de la tercera edad es común reunirse en las panaderías para tomar el lonche.
Durante la época de Navidad, en el lonche también se suele consumir
- panetón,
- pan con pavo y
- chocolate con leche.[cita requerida]

## Impacto sociocultural
Desde 1976, en la radio peruana existe un programa cuyo título hace alusión a esta comida: La hora del lonchecito.